# Kirsten Bertrand
Kirsten Bertrand is een Belgisch journaliste en redactrice.

## Levensloop
Bertrand studeerde Germaanse filologie aan de Katholieke Universiteit Leuven en behaalde vervolgens een postgraduaat journalistiek aan het VLEKHO. 
Na haar stage bij de krant De Morgen ging ze aan de slag op een ministerie en werkte ze als freelance-journaliste. Vervolgens was ze zes jaar actief op de redactie van Het Belang van Limburg en vervolgens drie jaar bij Het Laatste Nieuws. In 2012 keerde ze terug naar De Morgen, waar ze chef weekend werd. In 2018 werd ze, in tandem met Bart Eeckhout, aangesteld als hoofdredacteur van deze krant.
Op 11 september 2021 werd bekend dat Kirsten Bertrand na drie jaar bij Het Laatste Nieuws en acht jaar bij De Morgen afscheid neemt bij DPG Media.
Sinds 3 oktober 2022 werkt Bertrand bij het Nieuwsblad als chef bij de krant. 